# Rathcoole (ort i Irland)
Rathcoole (iriska: Ráth Cúil) är en ort i republiken Irland.   Den ligger i grevskapet South Dublin och provinsen Leinster, i den östra delen av landet, 16 km väster om huvudstaden Dublin. Rathcoole ligger 114 meter över havet och antalet invånare är 3 421.
Terrängen runt Rathcoole är platt åt nordväst, men åt sydost är den kuperad.Runt Rathcoole är det ganska glesbefolkat, med 38 invånare per kvadratkilometer. Närmaste större samhälle är Dublin, 15,9 km öster om Rathcoole. Trakten runt Rathcoole består i huvudsak av gräsmarker.